# Укрінбанк
«Укрінба́нк» (повна назва Публічне акціонерне товариство «Український інноваційний банк») — перший комерційний банк на території України, створений 24 січня 1989 року
Наприкінці 2015 року Національний банк України (НБУ) визнав «Укрінбанк» неплатоспроможним і 24 грудня 2015 року у банку була введена тимчасова адміністрація терміном на 3 місяці, до 24 березня 2016 року 22 березня 2016 року було прийнято рішення про ліквідацію банку.
Однак «Укрінбанк» зумів відновити роботу, як небанківська установа, змінивши назву на «Українську інноваційну компанію» (Укрінком) та юридичну адресу — на місто Сєверодонецьк Луганської області. Правомірність цих дій підтверджена судом.

## Історія
Публічне акціонерне товариство «Український інноваційний банк» створений 24 січня 1989 року ще за часів існування СРСР. «Укрінбанк» є першим комерційним банком на території Української РСР, дозвіл на його створення отримували в Москві безпосередньо у Михайла Горбачова.
З 1989 до 1991 року (до набуття Україною незалежності) «Укрінбанк» проводив розрахунково-касове обслуговування комерційних структур, що тільки-но почали створюватися та кредитував інноваційні проекти, здійснюючи пошук науково-технічних розробок та фінансуючи їх впровадження у виробництво.
Після 1991 року «Укрінбанк» підтримував зовнішньоекономічну діяльність клієнтів.
З 1992 року розпочалася розбудова мережі філій «Укрінбанку», яка стала фундаментом фінансової стійкості. Банк мав розгалужену мережу філій, яка була представлена в усіх регіонах України і нараховувала 19 філій та 93 відділення.
У 1993 році банк очолював Кравець Віктор Михайлович.
Починаючи з 1995 року «Укрінбанк» став одним з провідних банківських установ України та поряд з фінансування малого та середнього бізнесу, розпочав роботу з великими державними підприємствами.
З «Укрінбанком» співпрацюють понад 300 банків в усьому світі. Основними розрахунковими банками були провідні кредитно-фінансові установи світу з найвищими рейтингами, такі як Deutsche Bank Trust Company Americas, Bank of New York, HSBC Bank USA, Commerzbank AG, UBS AG та інші. Сучасні засоби телекомунікацій і налагоджені кореспондентські відносини дозволяли здійснювати розрахунки у найкоротші терміни у всіх валютах світу, а також ефективно і надійно управляти фінансовими потоками.
«Укрінбанк» був активним оператором фондового ринку України. Надавав своїм клієнтам послуги купівлі-продажу цінних паперів, депозитарні послуги, консультував з інвестування коштів в національну економіку.
У 1995 році «Укрінбанк», одним з перших, підписав угоди з компаніями American Express та Thomas Cook.
З 1996 року банк — принциповий член міжнародних платіжних систем Visa International та MasterCard Europe S.A., мав повний спектр ліцензій цих систем і впевнено розвивав картковий бізнес у першій когорті провідних українських банків. «Укрінбанком» було емітовано близько 100 000 карток Visa і MasterCard. Банк мав розвинену карткову інфраструктуру — понад 250 пунктів обслуговування платіжних карток. За перерахованими показниками «Укрінбанк» посідав одинадцяте місце серед українських банків.

Логотип банку у 1997—2010 рр.

У грудні 1997 року «Укрінбанк» отримав статус агента Уряду України з обслуговування іноземних кредитів, наданих під гарантії Кабінету Міністрів України згідно з Постановою Кабінету Міністрів України від 20 грудня 1997 року № 1428. Отримавши у 1998 році статус агента Уряду України з реструктуризації внутрішньої заборгованості України, Укрінбанк протягом 1998—1999 років, спільно з інвестиційним банком Merrill Lynch брав активну участь у реструктуризації внутрішнього державного боргу України та у реструктуризації облігацій зовнішньої державної позики 1995 року, як радник Міністерства фінансів України. З квітня 2003 року АТ «Укрінбанк» отримав статус уповноваженого банку з обслуговування коштів Державного бюджету України.
З 2001 року АТ «Укрінбанк» здійснював обслуговування фонду «Взаєморозуміння та примирення» яке передбачено міждержавним договором між Німеччиною та Україною. З моменту обслуговування фонду виплачено кошти у розмірі понад €19 млн 17,5 тис. жертвам нацистських переслідувань.
«Укрінбанк» — уповноважений банк по обслуговуванню рахунків пенсіонерів та виплат соціальної допомоги за рішенням конкурсної комісії Пенсійного фонду України.

Логотип банку з 2010 р.

«Укрінбанк» постійно впроваджує нові види послуг та модифікує вже традиційні, розробляє і впроваджує сучасні форми обслуговування. Пріоритетним в Укрінбанку вважають комплексне обслуговування клієнтів. Це дає можливість кожному підприємству чи приватній особі, яка звернулась в банк за однією послугою, отримати спеціально сформований індивідуальний перелік послуг, який не лише заощадить кошти клієнта, а й сприятиме його фінансовому зростанню. Комплексне обслуговування вже має свої результати. На сьогодні, «Укрінбанк» обслуговує понад 60 000 приватних та бізнес-клієнтів, що дозволяє найстаршій в країні комерційній фінансово-кредитній установі з оптимізмом дивитися в майбутнє.

## Допомога армії
ПАТ «Укрінбанк» допомагав Українській армії та підтримував поранених воїнів АТО, що знаходились у військових госпіталях.
Опинившись в складній фінансовій ситуації у зв'язку з війною на Донбасі, ПАТ «Укрінбанк», проте, вносив посильний вклад в розвиток волонтерського руху з метою надання допомоги воїнам АТО.
З початку озброєного конфлікту на сході України, ПАТ «Укрінбанк» розпочав збір коштів для потреб людей, які постраждали під час збройного конфлікту на сході України, а також для надання конкретної допомоги вимушеним переселенцям із зони бойових дій на сході України.
З метою реалізації благодійних програм, ПАТ «Укрінбанк» було засновано Благодійний фонд "Сила єдності".
У березні 2014 року ПАТ «Укрінбанк» підтримав військовослужбовців в Криму. Співробітники ПАТ «Укрінбанк» висловили свою підтримку і подяку військовослужбовцям бойових частин Української Армії, які опинилися заблокованими російськими військами на Кримському півострові.
Серед тих, хто присягнув на вірність Україні, хто не склав зброю перед окупантами, - 1-й Феодосійський окремий батальйон морської піхоти МВС України. Співробітники ПАТ «Укрінбанк» зібрали і направили захисникам України, які гідно несли службу в Криму, кошти в сумі понад 20 000 гривень.
«Над країною нависла реальна військова загроза з боку колись дружньої держави. Наші бійці, опинившись в неймовірно складних умовах, викликають щиру повагу, проявляючи мужність, витримку, гідно несучи звання захисника України. Ми високо цінуємо патріотизм військовослужбовців, розуміючи, що нести службу в Криму в даний час - це подвиг», - сказав тоді Голова Наглядової ради ПАТ «Укрінбанк» Володимир Клименко.
У липні 2014 року працівники ПАТ «Укрінбанк» на зібрані кошти закупили та передали у зону проведення АТО жилети тактичні АСМ.
Благодійний фонд «Сила єдності» надавав допомогу пораненим бійцям, що перебували на лікуванні у Ірпінському військовому госпіталі.
Завдяки спільній підтримці працівників ПАТ «Укрінбанк» та у рамках реалізації програми «Відновлення» Благодійним Фондом «Сила Єдності» було передано бійцям АТО: амуніцію та елементи живлення для рацій.
Зокрема, для бійців 25 Десантно-штурмової бригади ВДВ було придбано: берці, уніформа, намети, ліхтарики та зовнішні акумулятори для телефонів.
Для бійців зведеного загону ГУ МВС України придбані: медичні аптечки, військова амуніція та спальні мішки.
З 2014 року проведені благодійні акції, Серед яких благодійна акція для дітей переселенців з Донецької області, які знайшли притулок в Ірпінській біблійній семінарії, а також для вихованців дитячого будинку «Отчий дім». В рамках акцій банк подарував дітям настільні ігри, м'які іграшки, а співробітники банку організували для дітей програму веселого дозвілля. Крім того, діти співробітників ПАТ «Укрінбанк» взяли участь у благодійній акції, в ході якої вони продавали солодощі та свої малюнки, щоб зібрати кошти для допомоги своїм ровесникам-вихованцям дитячого будинку.
За доставлені мирним мешканцям Сходу понад 50 т продуктів харчування предметів першої необхідності та солодощів для дітей у грудні 2014 року від Голови Луганської обласної державної адміністрації Г.Г. Москаля було отримано лист-подяку.
Представниками БФ «Сила Єдності» у 2015 році в рамках відкриття комунікаційної платформи для учасників АТО, було передано ГО «Київська міська спілка ветеранів АТО» (яка надає комплексну допомогу патріотам нашої держави, які брали участь у бойових діях, а також членам їх сімей),  автомобіль марки «Toyota».
БФ «Сила Єдності» реалізував програму «Відновлення», в рамках якої проводився збір коштів та продуктів харчування, предметів першої необхідності, медикаментів для надання допомоги пораненим бійцям та мирним громадянам України, що постраждали під час проведення АТО. У квітні 2015 року цивільному населенню Луганщини було передано близько 70 тон гуманітарного вантажу.
Протягом 2015-2018 років безпосередньо з подвір'я ПАТ «Укрінбанк» неодноразово відправлявся волонтерський транспорт в зону АТО з вантажем  для захисників України. Переважно вантажі складалися з того в чому у бійців була гостра необхідність, а саме: продукти харчування, особистої гігієни, білизна ,одяг, спецзасоби, засоби зв’язку, амуніція, запчастини до техніки і т.п.
На регулярній основі і по сьогоднішній день надається різноманітна допомога дітям-сиротам будинку «Отчій дім», розташованому у селі Святопетрівському Києво-Святошинського району.
Благодійну і волонтерську діяльність ПАТ «Укрінбанк» продовжує і продовжуватиме його правонаступник ПАТ "УКР/ІН/КОМ".

## Розслідування
Станом на грудень 2024 року, слідчі Нацполіції спільно з Офісом Генерального прокурора розслідують одну з найбільших фінансових афер «Укрінбанку». У справі № 12016100000000789 йдеться про зловживання службовим становищем, підробку документів, шахрайство та привласнення майна банку в особливо великих розмірах (ч. 4 ст. 358, ч.2 ст. 364, ч. 3 ст. 365-2, ч. 2 ст. 367, ч. 4 ст. 190, ст. 14 ч. 5 ст. 191 КК України). У 2016 році ПАТ «Укрінбанк» визнали неплатоспроможним. Відповідно до постанови НБУ  № 934/БТ від 24 грудня 2015 року, Фонд гарантування вкладів фізичних осіб (ФГВФО) запровадив у банку тимчасову адміністрацію. ФГВФО здійснив виплати вкладникам на загальну суму 1,76 млрд гривень, використавши для цього власні кошти та передавши банк у ліквідацію. Однак замість завершення процедури ліквідації банку почали зникати активи банку. За даними слідства, колишні посадовці банку, використовуючи нову юридичну особу та співпрацюючи з іншими компаніями, перепродавали нерухомість банку третім особам, завдаючи збитків державі. За підрахунками ФГВФО, збитки становлять понад 1,76  млрд гривень.

## Здобутки та рейтинги
У номері журналу «КоммерсантЪ-Украина», опублікованому 15 березня 2012 року, «Укрінбанк» посів 23 місце в рейтингу «50 провідних банків України». Крім того, «Укрінбанк» посів 15 місце в рейтингу українських банків за показником розгалуженості мережі відділень (в 70 населених пунктах), 21-е місце — за кількістю відділень (133 на 1 січня 2012 року), 29-е місце за кількістю власних банкоматів.
На кінець 2013 року ПАТ «Укрінбанк» налічував 135 відділень, на кінець 2014 року — 139.